# Téléthèse
Une téléthèse est un moyen technologique permettant à une personne en situation de handicap moteur d'interagir à distance avec son environnement. Le dispositif est constitué d'une interface de commande, d'une unité centrale, d'un système de transmission et d'effecteurs (les appareils pilotés par la téléthèse).

## Historique
Ce terme formé des mots grecs τηλε : tele (distance, loin), et θἐσις : thésis (action de poser), comme dans le terme prothèse, a été inventé en 1972 par Jean-Claude Gabus, créateur de la fondation suisse pour les téléthèses.

## Applications
Les téléthèses peuvent apporter une solution dans les domaines suivants :
- la communication améliorée et alternative (CAA)
- l'accès ergonomique à l'ordinateur (AEO)
- le contrôle de l'environnement (ECS)